# Dirty Little Billy
Dirty Little Billy is een Amerikaanse revisionistische western uit 1972 onder regie van Stan Dragoti, met in de hoofdrollen Michael J. Pollard en Richard Evans. De film werd beïnvloed door de duistere, meer sinistere stijl van de spaghettiwesterns.

## Verhaal
De film schetst een realistisch, op de realiteit gebaseerd portret van de grimmige beginjaren van een van de beroemdste bandieten uit het Wilde Westen: Billy the Kid.

## Rolverdeling
| Acteur             | Personage                    |
| ------------------ | ---------------------------- |
| Michael J. Pollard | Billy Bonney                 |
| Richard Evans      | "Goldie"                     |
| Lee Purcell        | Berle                        |
| Charles Aidman     | Ben Antrim                   |
| Dran Hamilton      | Catherine McCarty            |
| Willard Sage       | Henry McCarty                |
| Mills Watson       | Ed                           |
| Alex Wilson        | Len                          |
| Ronny Graham       | Charles Nile                 |
| Josip Elic         | "Jawbone"                    |
| Richard Stahl      | Earl Lovitt                  |
| Gary Busey         | Basil Crabtree               |
| Dick Van Patten    | Berle's Customer             |
| Scott Walker       | "Stormy"                     |
| Rosary Nix         | "Louisiana"                  |
| Frank Welker       | Young Punk                   |
| Craig Bovia        | Buffalo Hunter               |
| Severn Darden      | Jim "Big Jim" McDaniel       |
| Henry Proach       | Lloyd                        |
| Len Lesser         | "Slits"                      |
| Ed Lauter          | Tyler                        |
| Nick Nolte         | Town Gang Leader (onvermeld) |

## Trivia
- Filmdebuut van Nick Nolte